# Pétuns

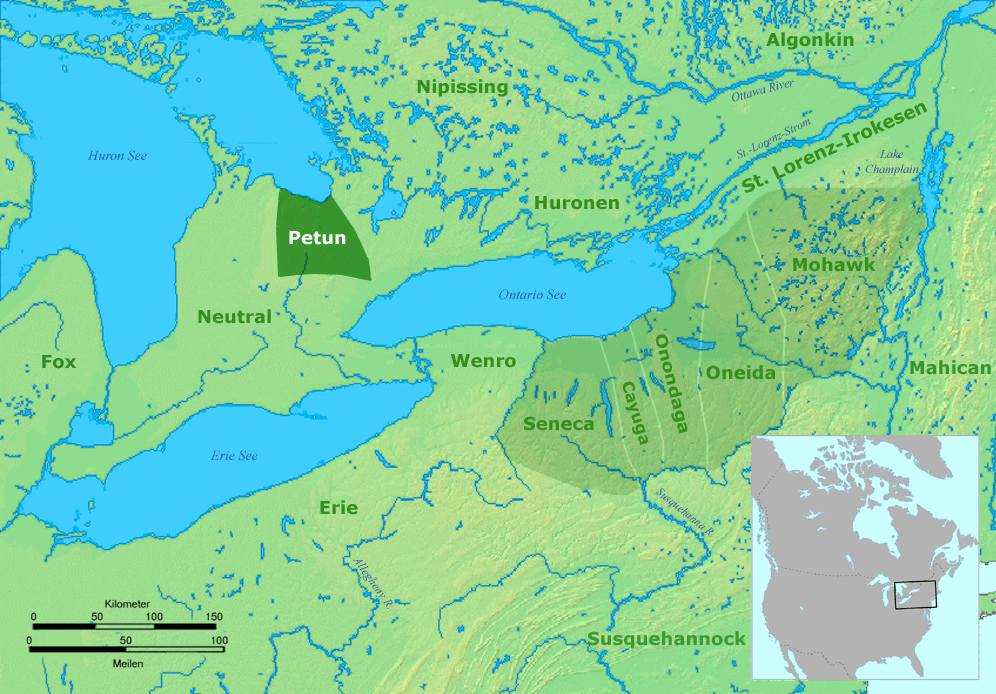
Territoire tribal des Pétuns vers 1630

Les Pétuns, Khionontateronons ou (dans leur langue iroquoise Tionontati) constituaient l'une des anciennes nations de langue iroquoienne. Ils étaient établis dans le sud de l'actuel Ontario (Canada) et étroitement liés aux Hurons. Leur patrie était située le long du bord sud-ouest de la baie Georgienne, dans la zone immédiatement à l'ouest du territoire huron. Ils avaient de huit à dix villages et comptaient peut-être plusieurs milliers d'individus avant l'arrivée des Européens.
Ils ont été décimés par maladie infectieuse après 1634 à cause de la contamination causée par le contact avec les Anglais, les Français et les Néerlandais. Les Hurons et les Pétuns ont été dans un état affaibli après avoir été attaqués, détruits et dispersés par les guerriers de la Confédération iroquoise en 1649 de leur base dans l'actuel État de New York. Les autres sont joints comme réfugiés aux Hurons pour devenir la nation huronne-pétuns, qui ont été plus tard connus par le nom des Wyandots.